# 周懋琦
周懋琦（1836年—1896年），原名鸿宝，字子玉、韻華，號韓侯，安徽绩溪人，清末政治人物，拔貢出身。

## 生平
初任漳州轉運使，同治元年（1862年）來臺幫辦軍務。同治二年（1863年）丁曰健任臺澎兵備道，周懋琦以主事參謀軍事，其間曾兩度內渡請餉接濟，後因協助平定戴潮春事件有功，以員外郎分部候補，加四品銜。同治十一年（1872年）奉旨以台灣府知府身分兼任按察使銜分巡台灣兵備道。光緒二年（1876年）因水土不服調任福寧府知府。光緒五年（1879年）台灣建省後，亦再代理一任臺灣府知府。丁憂離任，其後任福建船政提調。再任監督出洋肄業事宜。

## 著作
著有《全臺圖說》、《議復水師李提督臺灣治略》等